# Ilja Šmíd
Ilja Šmíd (* 14. února 1952 Plzeň) je český muzikolog, hudební manažer a vysokoškolský pedagog, od prosince 2017 do června 2018 ministr kultury ČR v první Babišově vládě, nestraník za hnutí ANO 2011. V letech 1996 až 2006 byl ředitelem Pražské komorní filharmonie a v letech 2006 až 2012 pak ředitelem Symfonického orchestru hl. m. Prahy FOK.

## Život
Vystudoval obor učitelství pro II. stupeň (aprobace český jazyk a hudební výchova) na Pedagogické fakultě v Plzni. Posléze pokračoval studiem hudební vědy a historie na Filozofické fakultě Univerzity Karlovy v Praze.
V letech 1993 až 2001 byl ředitelem a spolumajitelem hudebního vydavatelství Clarton, v roce 1994 spoluzakládal s Jiřím Bělohlávkem Pražskou komorní filharmonii, jíž byl v letech 1996 až 2006 ředitelem.
Mezi roky 2006 až 2012 pracoval jako ředitel Symfonického orchestru hlavního města Prahy FOK. V posledních měsících svého angažmá však čelil kritice zřizovatele (tj. Magistrátu hlavního města Prahy a radních), a to především pro údajně stále klesající návštěvnost a také zhoršující se ekonomické a provozní ukazatele, což ovšem on sám popíral. Šmídovi kritikové argumentovali také jeho špatnými vztahy s uměleckou radou orchestru, stejně jako i se šéfdirigentem Jiřím Koutem.
V lednu 2013 nastoupil jako šéf operního souboru Divadla Josefa Kajetána Tyla v Plzni. Do funkce ho jmenoval tehdejší ředitel Jan Burian, pozdější ředitel Národního divadla v Praze. Ale hned v sezoně 2014/2015 jej na pozici šéfa plzeňské opery vystřídal Tomáš Pilař.
Byl uměleckým ředitelem agentury AuraMusica, která byla založena roku 2014 a jejíž jednatelkou je Ing. Regina Šmídová. Je spolupracovníkem stanice Vltava Českého rozhlasu a přednáší na katedře arts managementu na Fakultě podnikohospodářské Vysoké školy ekonomické v Praze.

## Politické působení
Je nestraník. Na konci listopadu 2017 se stal kandidátem na post ministra kultury ČR ve vznikající první vládě Andreje Babiše. Dne 13. prosince 2017 jej prezident Miloš Zeman do této funkce jmenoval. Funkci zastával do června 2018, kdy byla jmenována druhá vláda Andreje Babiše, jejímž členem se však již nestal.